# نجد وهاس (الظهار)

تعديل مصدري - تعديل

نجد وهاس هي إحدى قرى شعب يافع بمديرية الظهار التابعة لمحافظة إب، بلغ تعداد سكانها 568 نسمة حسب تعداد اليمن لعام 2004.